# Mukke aus der Unterschicht 2
Mukke aus der Unterschicht 2 ist ein Streetalbum des deutschen Rappers Bizzy Montana. Es erschien am 22. August 2008 über das Plattenlabel ersguterjunge.  

## Titelliste
1. Intro
2. Stunde Null (feat. Chakuza)
3. Sternenstaub
4. Kopf hoch
5. Fabelhaft (feat. Szonyke)
6. Kleiner Bruder
7. Entweder/Oder
8. Leuchtturm (feat. Chakuza)
9. Lala
10. Was ihr redet
11. Gute Nacht (feat. RAF Camora)
12. Im Griff
13. Das Mädchen aus dem Balkan
14. Kerzenlicht
15. Keine Zeit
16. Outro
17. Stunde Null (Video) (feat. Chakuza)

## Gastbeiträge
Das Album beinhaltet insgesamt vier Songs, auf denen Gastrapper Vertreter sind. Dabei ist Bizzy Montanas Labelpartner Chakuza, mit dem er 2006 das Kollaboalbum Blackout veröffentlichte, doppelt vertreten. So hat er sowohl in Stunde Null als auch Leuchtturm Gastbeiträge. Auf Fabelhaft wird Bizzy Montana vom Mannheimer Rapper Sonnik Boom, der zu dieser Zeit unter dem Künstlernamen Szonyke auftrat, unterstützt. Zudem ist der österreichische Rapper und Produzent RAF Camora auf dem Song Gute Nacht vertreten. Mit nur vier Features ist Mukke aus der Unterschicht 2 das Album mit den wenigsten Gastbeiträgen.

## Produktion
Bizzy Montana produzierte den Hauptteil des Tonträgers selbst. Das Produzentenduo Beatlefield produzierte die Musik zu Stunde Null, Kleiner Bruder und Leuchtturm. Produzent Tobstarr produzierte die Musik zu Sternenstaub. Zudem wurde Was ihr redet und Gute Nacht von katch22 & E. Ökmen produziert. Das komplette Album wurde im Beatlefield Headquarters in Berlin von DJ Stickle aufgenommen. Stickle übernahm auch die Abmischung, die im ersgutesstudio in Berlin vorgenommen wurde. Das Mastering übernahm Dirk Niemeier in den Eastside Mastering Studios in Berlin.

## Kritik
Die Redaktion von laut.de bewertete das Album mit drei von möglichen fünf Sternen. Autor Philipp Gässlein bezeichnete Bizzy Montana dabei als besten Künstler vom Label ersguterjunge. Herausgehoben wurden Montanas Fähigkeiten beim sogenannten Storytelling. Als negativ wurden mit Ausnahme Chakuzas die Gastbeiträge sowie die Beiträge der Gastproduzenten erwähnt. Allgemein wird die Musik größtenteils als monoton gewertet. 

„Ein Straßenrapper, der die Straße nicht glorifiziert, sondern nüchtern über deren Zoten und Status Quo berichtet, das gefällt. Damit wiederbelebt Bizzy Montana die mit Royalbunker traurigerweise untergegangene Realness des Genres und erzeugt den ewigen Kritikern, die er zu zerreißen droht, ein schlechtes Gewissen.  Bizzy Montana entpuppt sich als bestes Pferd im Stall der Ersguterjungen, auch wenn sein Potenzial der zweiten Runde der "Mukke Aus Der Unterschicht" noch immer nicht gänzlich gerecht wird. Aus der Unterschicht mag die Mukke zwar kommen, ins Herz treffen kann sie jedoch jeden.“

cdstarts.de bewertete das Album mit 7.5 von 10 Punkten. Die Redaktion bewertete vor allem die abwechslungsreiche Musik als positiv. Zudem wurde die Bandbreite und die Vielfältigkeit des Albums herausgehoben.  

„Inhaltlich ist „Mukke aus der Unterschicht II“ ein Album geworden, das – wie man in der Szene so sagt – ziemlich deepe Lyrics hat. Natürlich gibt es hier und da Battletracks wie „Fabelhaft“ oder einen Diss („Was ihr redet“), doch überwiegend zeichnen sich die 14 Tracks durch intensives Storytelling („Kleiner Bruder“, „Entweder oder“, „Das Mädchen aus dem Balkan“, „Lala“) und Beats und Melodien aus, die sich abwechslungsreicher als auf so mancher Konkurrenzveröffentlichung gestalten. (...) Gleichwohl zählt „M.a.d.U. II“ zu den besseren Rap-Alben des Jahres, weil man den Texten von Bizzy Montana zuhören kann, ohne Gefahr zu laufen bekloppt zu werden und weil es nicht mit monotonen Beats auf den Geist geht.“